# 北陸自動車道
北陸自動車道（ほくりくじどうしゃどう、英語: HOKURIKU EXPWY）は、新潟県新潟市江南区の新潟中央ジャンクション (JCT) から滋賀県米原市の米原JCTに至る高速道路（高速自動車国道）。略称は北陸道（ほくりくどう）。
高速道路ナンバリングによる路線番号は、「E8」が割り振られている。

## 概要

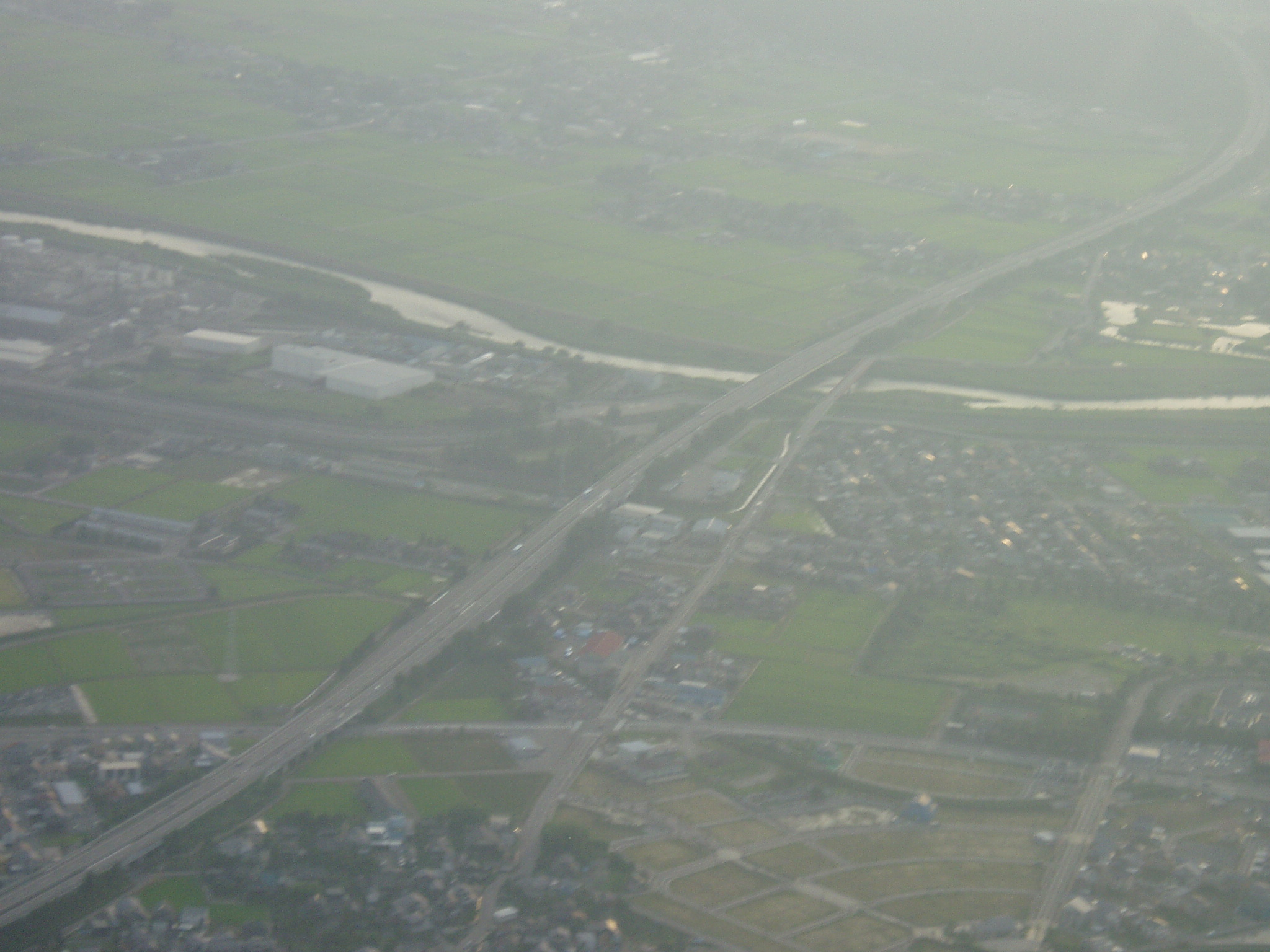
航空機から撮影した北陸自動車道
中央の橋梁は井田川を渡る井田川橋
（富山県富山市 富山西IC - 富山IC間）。

新潟県から富山県・石川県・福井県（嶺北）・滋賀県（湖北）に至る高速道路で、北陸地方の主要都市をほぼ網羅しており、東北自動車道、中国自動車道に次いで、国内の高速道路では3番目に長い路線でもある。全線に渡って国道8号とほぼ並行しており、高速道路ナンバリングが導入された際にも「E8」が継承された。
全線を日本道路公団が建設・管理・運営していたが、2005年（平成17年）10月1日の道路関係四公団民営化後は朝日インターチェンジ（IC）を境に東側の新潟中央JCT - 朝日ICを東日本高速道路（NEXCO東日本）が、西側の朝日IC（朝日ICを含む） - 米原JCTを中日本高速道路（NEXCO中日本）が管理している。
西側のNEXCO中日本管内・朝日IC - 米原JCT間には道路カラーが設定されており、その道路カラーは金沢の街並みをイメージするベンガラ（■）。

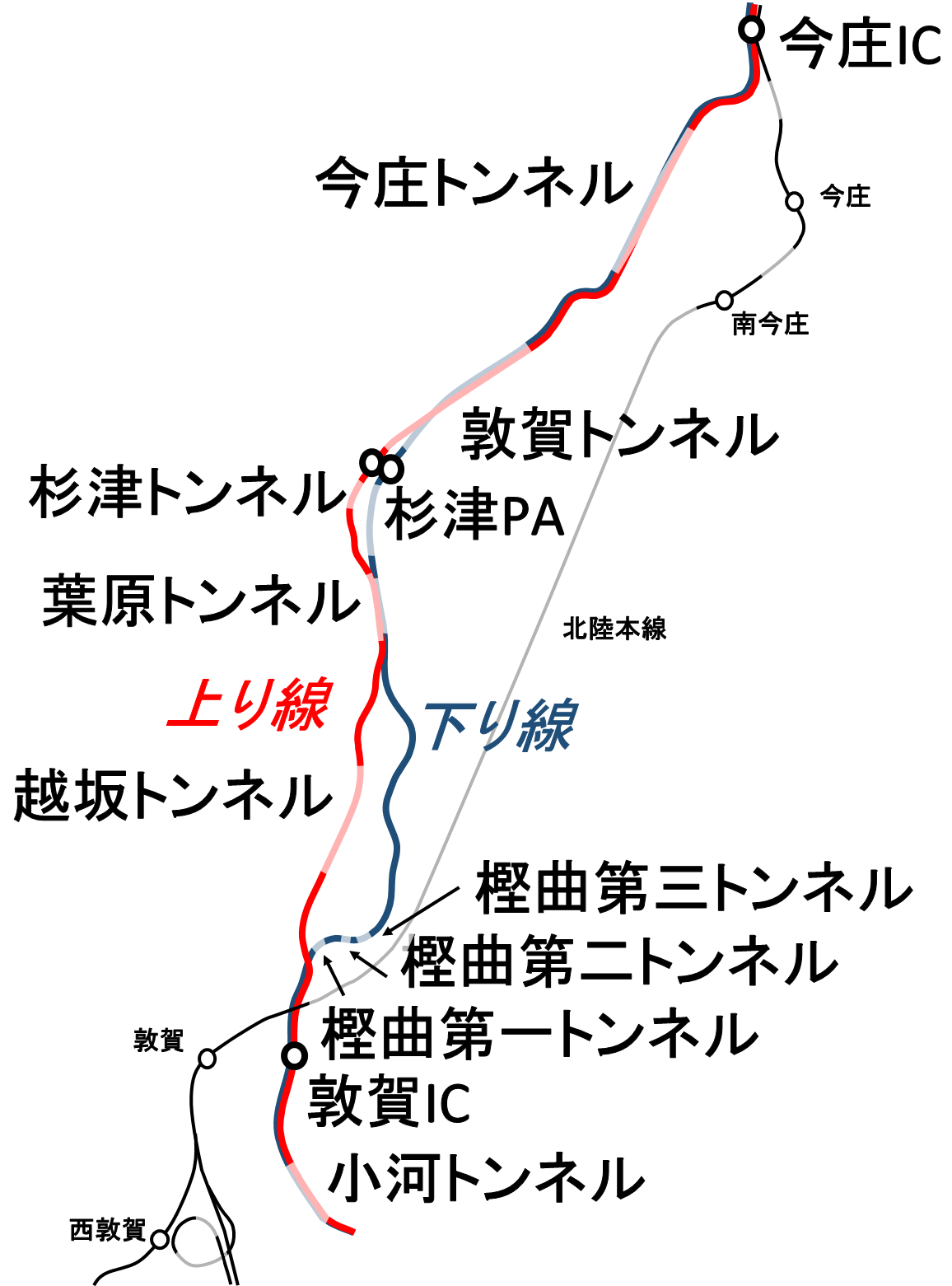
上下線が左右反対となる今庄IC - 敦賀IC間

敦賀IC - 敦賀トンネル付近は、土地利用の関係で、上下線全く別のルートを通っている。この区間は一部で当時の国鉄の北陸本線の廃線跡を使用しており、杉津PAの上り方面施設は杉津駅の廃駅跡に建てられたものである。
また木之本IC - 武生ICと、朝日IC - 上越ICは、トンネルが連続する区間である。特に前者の区間は、冬季に吹雪による視界不良や降雪によるスリップなどの交通障害が多発している。そのため標識で「山岳ハイウェイ」「これより山岳地カーブ多し」（「これより山岳地カーブ多しは」は今庄インターチェンジ付近にある）との告知がされ、チェーン脱着場も多数設けてある。とりわけ、敦賀IC - 敦賀トンネルは前述の理由で一度スリップなどで交通事故が発生すると、他路線では一般的な「反対車線に機材を投入する」という方法が使えない。そのため、特に冬季には木之本IC以北では、すべり止めの着用規制がかかることが多い。

### 路線名・道路名
国土開発幹線自動車道建設法では、国土開発幹線自動車道の路線名としての北陸自動車道は以下のとおりとされている。
| 起点   | 主たる経過地                       | 終点   |
| ------ | ---------------------------------- | ------ |
| 新潟市 | 上越市 富山市 金沢市 福井市 敦賀市 | 米原市 |

また、高速自動車国道の路線を指定する政令では、高速自動車国道の路線としての北陸自動車道は以下のとおりとされている。
| 起点   | 重要な経過地 | 終点   |
| ------ | --- | ------ |
| 新潟市 | 燕市 三条市 見附市 長岡市 柏崎市 上越市 糸魚川市 黒部市 魚津市 滑川市 富山市 射水市 高岡市 砺波市 小矢部市 南砺市 金沢市 白山市 能美市 小松市 加賀市 あわら市 坂井市 福井市 鯖江市 越前市 敦賀市 長浜市 | 米原市 |

政令上の北陸自動車道には、新潟中央JCT - 米原JCTのほか、長岡JCT - 長岡ICと新潟空港IC - 新潟中央JCTも含まれており、開通当初はこれらの区間も道路案内上では北陸自動車道の名称が使用されたが、後述の通り、長岡JCT - 長岡ICは関越自動車道に、新潟空港IC - 新潟中央JCTは日本海東北自動車道に、それぞれ変更されている。

## インターチェンジなど
国土開発幹線自動車道の路線名、高速自動車国道の路線としての起終点は新潟中央JCTから米原JCTの順であるが、このセクションではIC番号、キロポストに従い、米原JCTから新潟中央JCTの順で記述する。
- IC番号欄の背景色が■である区間は既開通区間に存在する。
施設欄の背景色が■である区間は未開通区間または未供用施設に該当する。
- スマートインターチェンジ (SIC) 等のETC専用ICは背景色■で示す。
- 路線名の特記がないものは市道。
- バスストップ (BS) のうち、○は運用中、◆は休止中の施設。無印はBSなし。一部のバス停はインターチェンジ施設外に設置されている。
- 英略字は以下の項目を示す。
IC：インターチェンジ、SIC：スマートインターチェンジ、JCT：ジャンクション、SA：サービスエリア、PA：パーキングエリア、TB：本線料金所、BS：バスストップ、TN：トンネル、CB：チェーンベース（チェーン着脱場）

| IC 番号                          | 施設名           | 接続路線名                                                               | 起点 から （km） | BS     | 備考                            | 所在地   | 所在地          | 所在地          |
| -------------------------------- | ---------------- | ------------------------------------------------------------------------ | ---------------- | ------ | ------------------------------- | -------- | --------------- | --------------- |
| 27-1                             | 米原JCT          | E1 名神高速道路 (名古屋・京都方面)                                       | 0.0              | -      | キロポストは0.2KPから           | 滋賀県   | 米原市          | 米原市          |
| -                                | 米原TB           | -                                                                        | 0.4              | -      | 2007年5月31日廃止               | 滋賀県   | 米原市          | 米原市          |
| 1                                | 米原IC           | 国道21号                                                                 | 0.6              |        |                                 | 滋賀県   | 米原市          | 米原市          |
| -                                | 神田PA/SIC       | -                                                                        | 4.6              | ◆      | SICは事業中                     | 滋賀県   | 長浜市          | 長浜市          |
| 2                                | 長浜IC           | 県道37号中山東上坂線                                                     | 9.6              | ◆      |                                 | 滋賀県   | 長浜市          | 長浜市          |
| -                                | 虎姫BS           | -                                                                        | 12.6             | ◆      |                                 | 滋賀県   | 長浜市          | 長浜市          |
| 2-1                              | 小谷城SIC 湖北BS | 県道263号丁野虎姫長浜線（上り線） 県道265号郷野湖北線（下り線）          | 16.4             | ◆      |                                 | 滋賀県   | 長浜市          | 長浜市          |
| -                                | 高月BS           | -                                                                        | 19.6             | ◆      |                                 | 滋賀県   | 長浜市          | 長浜市          |
| 3                                | 木之本IC         | 国道8号 国道365号 琵琶湖西縦貫道路                                       | 23.4             | ◆      |                                 | 滋賀県   | 長浜市          | 長浜市          |
| -                                | 賤ヶ岳SA         | -                                                                        | 25.6             |        |                                 | 滋賀県   | 長浜市          | 長浜市          |
| -                                | 余呉BS/CB        | -                                                                        | 28.1 28.7        | ◆      | 下り線 上り線                   | 滋賀県   | 長浜市          | 長浜市          |
| -                                | 余呉北BS/CB      | -                                                                        | 31.4 31.6        | ◆      | 下り線 上り線                   | 滋賀県   | 長浜市          | 長浜市          |
| -                                | 刀根PA           | -                                                                        | 38.5             | ◆      |                                 | 福井県   | 敦賀市          | 敦賀市          |
| 3-1                              | 敦賀JCT          | E27 舞鶴若狭自動車道 (小浜・舞鶴方面)                                    | 45.4             | -      |                                 | 福井県   | 敦賀市          | 敦賀市          |
| 4                                | 敦賀IC           | 国道8号（敦賀バイパス）                                                  | 46.6             | ○      |                                 | 福井県   | 敦賀市          | 敦賀市          |
| -                                | 田尻BS/CB        | -                                                                        | 51.8             | ◆      | 上り線のみ                      | 福井県   | 敦賀市          | 敦賀市          |
| -                                | 葉原BS/CB        | -                                                                        | 53.1             | ◆      | 下り線のみ                      | 福井県   | 敦賀市          | 敦賀市          |
| -                                | 杉津PA           | -                                                                        | 57.0 57.9        | ◆      | 上り線 下り線                   | 福井県   | 敦賀市          | 敦賀市          |
| 5                                | 今庄IC           | 国道305号 国道365号                                                      | 68.2             | ◆      |                                 | 福井県   | 南条郡 南越前町 | 南条郡 南越前町 |
| 5-1                              | 南条SA/SIC       | 県道203号池田南条線（町道経由）                                          | 71.4 72.1        | ◆      | 下り線 上り線（道の駅連絡歩道） | 福井県   | 南条郡 南越前町 | 南条郡 南越前町 |
| 6                                | 武生IC           | 県道40号武生インター線 県道262号武生インター東線                         | 80.6             | ◆      |                                 | 福井県   | 越前市          | 越前市          |
| 7                                | 鯖江IC           | 県道39号鯖江インター線 県道105号鯖江今立線                               | 86.2             | ○      |                                 | 福井県   | 鯖江市          | 鯖江市          |
| -                                | 北鯖江PA         | -                                                                        | 88.6             |        |                                 | 福井県   | 鯖江市          | 鯖江市          |
| -                                | 福井南SIC        | -                                                                        |                  |        | 計画中                          | 福井県   | 福井市          | 福井市          |
| 8                                | 福井IC           | 国道158号                                                                | 97.2             | ◆      |                                 | 福井県   | 福井市          | 福井市          |
| 9                                | 福井北JCT        | E67 中部縦貫自動車道 (永平寺・勝山・大野方面)                            | 103.6            | -      |                                 | 福井県   | 福井市          | 福井市          |
| 9                                | 福井北IC         | 国道416号（吉野堺バイパス）                                              | 103.6            | ○      |                                 | 福井県   | 福井市          | 福井市          |
| 10                               | 丸岡IC           | 県道38号丸岡インター線 福井港丸岡インター連絡道路（調査区間）            | 110.4            | ○      |                                 | 福井県   | 坂井市          | 坂井市          |
| -                                | 女形谷PA         | -                                                                        | 113.4            |        |                                 | 福井県   | 坂井市          | 坂井市          |
| -                                | 金津BS           | -                                                                        | 117.2            | ◆      |                                 | 福井県   | あわら市        | あわら市        |
| 11                               | 金津IC           | 県道37号金津インター線 県道124号牛ノ谷停車場線                           | 120.9            |        |                                 |          | あわら市        | あわら市        |
| 12                               | 加賀IC           | 県道61号加賀インター線 福井加賀道路（候補路線）                          | 128.2            | ◆      |                                 | 石川県   | 加賀市          | 加賀市          |
| -                                | 尼御前SA         | -                                                                        | 136.6 136.9      | ◆      | 上り線 下り線                   | 石川県   | 加賀市          | 加賀市          |
| 13                               | 片山津IC         | 県道20号小松加賀線                                                       | 140.7            |        |                                 | 石川県   | 加賀市          | 加賀市          |
| 13-1                             | 安宅PA/SIC       | 県道20号小松加賀線                                                       | 144.7            |        | SICは福井IC方面のみ             | 石川県   | 小松市          | 小松市          |
| 14                               | 小松IC           | 県道25号金沢美川小松線                                                   | 149.3            | ○      |                                 | 石川県   | 小松市          | 小松市          |
| -                                | 根上BS           | -                                                                        | 153.6            | ◆      | 1985年10月12日休止              | 石川県   | 能美市          | 能美市          |
| 14-1                             | 能美根上SIC      | 市道木曽街道線                                                           | 155.4            |        |                                 | 石川県   | 能美市          | 能美市          |
| -                                | 美川BS           | -                                                                        | 159.1            | ◆      | 1985年10月12日休止              | 石川県   | 白山市          | 白山市          |
| 15                               | 美川IC           | 県道25号金沢美川小松線 県道58号鶴来美川インター線                        | 160.3            |        |                                 | 石川県   | 白山市          | 白山市          |
| 15-1                             | 徳光PA/SIC       | 県道25号金沢美川小松線（市道経由）                                       | 164.6            | ○      | ハイウェイオアシス              | 石川県   | 白山市          | 白山市          |
| 15-2                             | 白山IC 松任BS    | 県道8号松任宇ノ気線 （金沢外環状道路（海側幹線））                       | 169.9            | ○      |                                 | 石川県   | 白山市          | 白山市          |
| 16                               | 金沢西IC         | 国道8号（金沢バイパス） 県道197号寺中西金沢線                            | 172.5            |        |                                 | 石川県   | 金沢市          | 金沢市          |
| 17                               | 金沢東IC         | 国道8号（金沢バイパス）                                                  | 180.1            |        |                                 | 石川県   | 金沢市          | 金沢市          |
| 17-1                             | 金沢森本IC       | 国道159号 (山側幹線、七尾方面) 国道304号 国道359号                       | 183.4            | ◆      |                                 |          | 金沢市          | 金沢市          |
| -                                | 不動寺PA         | -                                                                        | 184.7            |        |                                 |          | 金沢市          | 金沢市          |
| 18                               | 小矢部IC         | 県道42号小矢部福光線                                                     | 197.7            |        |                                 | 富山県   | 小矢部市        | 小矢部市        |
| -                                | 小矢部川SA       | -                                                                        | 199.8            |        |                                 | 富山県   | 小矢部市        | 小矢部市        |
| 19                               | 小矢部砺波JCT    | E41 能越自動車道 (高岡・七尾方面) E41 東海北陸自動車道 (高山・岐阜方面)  | 203.1            | -      |                                 | 富山県   | 小矢部市        | 小矢部市        |
| 19                               | 小矢部砺波JCT    | E41 能越自動車道 (高岡・七尾方面) E41 東海北陸自動車道 (高山・岐阜方面)  | 203.1            | -      | 砺波市                          | 富山県   |                 |                 |
| 20                               | 砺波IC           | 国道359号                                                                | 207.1            |        |                                 | 富山県   |                 |                 |
| 20-1                             | 高岡砺波SIC      | 高岡市道高岡砺波インター線                                               | 212.9            | ○      |                                 | 富山県   |                 |                 |
| -                                | 庄川橋BS         | -                                                                        | 214.3            | ◆      |                                 | 富山県   |                 |                 |
| -                                | 高岡PA           | -                                                                        | 216.1            |        |                                 | 富山県   | 高岡市          | 高岡市          |
| -                                | 大門BS           | -                                                                        | 217.3            | ◆      |                                 | 富山県   | 射水市          | 射水市          |
| 21                               | 小杉IC           | 国道472号                                                                | 221.5            | ◆      |                                 | 富山県   | 射水市          | 射水市          |
| -                                | 呉羽PA           | -                                                                        | 224.5            |        |                                 | 富山県   | 射水市          | 射水市          |
| -                                | 池多BS           | -                                                                        | 226.0            | ◆      |                                 | 富山県   | 富山市          | 富山市          |
| 21-1                             | 富山西IC         | 県道41号新湊平岡線                                                       | 226.6            |        |                                 | 富山県   | 富山市          | 富山市          |
| -                                | 婦中BS           | -                                                                        | 230.2 230.3      | ◆      |                                 | 富山県   | 富山市          | 富山市          |
| 22                               | 富山IC           | 国道41号                                                                 | 234.1            | ◆      |                                 | 富山県   | 富山市          | 富山市          |
| 22-1                             | 流杉PA/SIC       | 県道56号富山環状線（市道経由）                                           | 240.7            |        |                                 | 富山県   | 富山市          | 富山市          |
| 23                               | 立山IC           | 県道3号富山立山魚津線                                                    | 246.4            |        |                                 | 富山県   | 中新川郡        | 立山町          |
| 23-1                             | 上市SIC          | 県道148号上市水橋線                                                      | 250.6            | ○      |                                 | 富山県   | 中新川郡        | 上市町          |
| 24                               | 滑川IC           | 県道51号蓑輪滑川インター線                                               | 254.5            | ○      |                                 | 富山県   | 滑川市          | 滑川市          |
| -                                | 有磯海SA         | -                                                                        | 258.2 261.6      |        | 上り線                          | 富山県   | 滑川市          | 滑川市          |
| -                                | 有磯海SA         | -                                                                        | 258.2 261.6      | 下り線 | 魚津市                          | 魚津市   |                 |                 |
| 25                               | 魚津IC           | 県道52号島尻魚津インター線                                               | 263.8            | ○      | 魚津市                          | 魚津市   |                 |                 |
| 26                               | 黒部IC           | 県道53号若栗生地線                                                       | 273.4            | ○      |                                 | 黒部市   | 黒部市          |                 |
| 26-1                             | 入善PA/SIC       | 県道63号入善宇奈月線                                                     | 277.9            |        |                                 | 下新川郡 | 入善町          |                 |
| 27                               | 朝日IC           | 国道8号                                                                  | 282.1            |        |                                 | 下新川郡 | 朝日町          |                 |
| -                                | 越中境PA         | -                                                                        | 288.4            |        |                                 | 下新川郡 | 朝日町          |                 |
| 28                               | 親不知IC         | 国道8号                                                                  | 299.3            |        |                                 | 新潟県   | 糸魚川市        | 糸魚川市        |
| 29                               | 糸魚川IC         | 国道148号 松本糸魚川連絡道路（計画路線）                                 | 311.9            |        |                                 | 新潟県   | 糸魚川市        | 糸魚川市        |
| -                                | 蓮台寺PA         | -                                                                        | 313.5            |        |                                 | 新潟県   | 糸魚川市        | 糸魚川市        |
| -                                | 早川BS           | -                                                                        | 318.0            | ○      |                                 | 新潟県   | 糸魚川市        | 糸魚川市        |
| 30                               | 能生IC           | 県道88号能生インター線 県道246号西飛山能生線                             | 326.5            | ○      |                                 | 新潟県   | 糸魚川市        | 糸魚川市        |
| 31                               | 名立谷浜IC/SA    | 県道87号名立谷浜インター線                                               | 341.6            | ○      |                                 | 新潟県   | 上越市          | 上越市          |
| 31-1                             | 上越JCT          | E18 上信越自動車道 (長野方面)                                            | 351.4            | -      |                                 | 新潟県   | 上越市          | 上越市          |
| -                                | 木田BS           | -                                                                        | 353.4            | ○      |                                 | 新潟県   | 上越市          | 上越市          |
| 32                               | 上越IC           | 国道18号（上新バイパス）                                                 | 355.8            | ○      |                                 | 新潟県   | 上越市          | 上越市          |
| -                                | 頸城BS           | -                                                                        | 360.7            | ○      |                                 | 新潟県   | 上越市          | 上越市          |
| 32-1                             | 大潟PA/SIC       | 県道77号上越頸城大潟線（市道経由）                                       | 365.3            |        |                                 | 新潟県   | 上越市          | 上越市          |
| -                                | 潟町BS           | -                                                                        | 367.9            | ○      |                                 | 新潟県   | 上越市          | 上越市          |
| 33                               | 柿崎IC           | 国道8号                                                                  | 373.8            | ○      |                                 | 新潟県   | 上越市          | 上越市          |
| 34                               | 米山IC/SA        | 国道8号                                                                  | 385.2            | ◆      | SAは下り線                      | 新潟県   | 柏崎市          | 柏崎市          |
| -                                | 米山SA           | -                                                                        | 387.2            |        | 上り線                          | 新潟県   | 柏崎市          | 柏崎市          |
| -                                | 上方BS           | -                                                                        | 393.5            | ○      |                                 | 新潟県   | 柏崎市          | 柏崎市          |
| 35                               | 柏崎IC           | 国道252号                                                                | 397.1            | ○      |                                 | 新潟県   | 柏崎市          | 柏崎市          |
| -                                | 曽地BS/SIC       | -                                                                        | 402.8            | ○      | SICは計画中                     | 新潟県   | 柏崎市          | 柏崎市          |
| -                                | 刈羽PA           | -                                                                        | 405.8            |        |                                 | 新潟県   | 刈羽郡 刈羽村   | 刈羽郡 刈羽村   |
| 36                               | 西山IC           | 県道23号柏崎高浜堀之内線 県道393号礼拝長岡線                             | 407.8            | ○      |                                 | 新潟県   | 柏崎市          | 柏崎市          |
| -                                | 大積PA/SIC       | -                                                                        | 414.9            | ○      | SICは事業中                     | 新潟県   | 長岡市          | 長岡市          |
| 37                               | 長岡JCT          | E17 関越自動車道 (高崎・東京方面)                                        | 421.6            | -      |                                 | 新潟県   | 長岡市          | 長岡市          |
| -                                | 長岡北BS         | -                                                                        | 423.9            | ○      |                                 | 新潟県   | 長岡市          | 長岡市          |
| 37-1                             | 長岡北SIC        | 市道上川西144号線                                                        | 425.3            |        |                                 | 新潟県   | 長岡市          | 長岡市          |
| 38                               | 中之島見附IC     | 国道8号（見附バイパス）                                                  | 432.1            | ◆      | BSは1992年6月30日廃止           | 新潟県   | 長岡市          | 長岡市          |
| 38-1                             | 栄PA/SIC         | 市道岡野新田1号線 （都市計画道路 半ノ木一ツ屋敷線）                      | 441.5            | ○      |                                 | 新潟県   | 三条市          | 三条市          |
| 39                               | 三条燕IC         | 国道289号                                                                | 447.4            | ○      |                                 | 新潟県   | 燕市            | 燕市            |
| 40                               | 巻潟東IC         | 国道460号 県道9号長岡栃尾巻線                                            | 457.7            | ○      |                                 | 新潟県   | 新潟市          | 西蒲区          |
| 40-1                             | 黒埼PA/SIC       | 県道44号新潟燕線（市道経由） 県道46号新潟中央環状線 （新潟中央環状道路） | 466.6 467.5      |        | KPは上段 上り線、下段 下り線    | 新潟県   | 新潟市          | 西区            |
| -                                | 鳥原BS           | -                                                                        | 471.0            | ○      |                                 | 新潟県   | 新潟市          | 西区            |
| -                                | 新潟TB           | -                                                                        | 472.2            | -      | 1989年3月23日廃止               | 新潟県   | 新潟市          | 西区            |
| 41                               | 新潟西IC         | 国道116号（新潟西バイパス）                                              | 473.0            |        |                                 | 新潟県   | 新潟市          | 西区            |
| 42                               | 新潟中央JCT      | E49 磐越自動車道 (会津若松方面)                                          | 476.5            | -      |                                 | 新潟県   | 新潟市          | 江南区          |
| E7 日本海東北自動車道 (村上方面) |                  |                                                                          |                  |        |                                 |          |                 |                 |

## 歴史
開通当初は長岡ジャンクション（JCT）より米原方面は西山インターチェンジ（IC）からの番号（1 - 33）が振られる一方、当時の長岡JCT - 新潟黒埼ICは関越自動車道練馬ICからの連番（22 - 26）が振られていた。このときのキロポストは長岡JCTを起点にして朝日IC方面に向かうキロポストと朝日IC付近を起点として米原方面に向かうキロポストの2種類があり、同一路線上に同じ値のキロポストが存在する暫定的なものであった。全通に合わせて整理統合することとなり、北陸道と並行するJR北陸本線に合わせて、米原方面行を「上り線」、新潟方面行を「下り線」とし、キロポストも米原JCT起点・新潟黒埼IC終点のものに変更された。IC番号も米原ICから新潟方面に向かって各ICに加え小矢部（現・小矢部砺波）JCTなどの建設予定JCTやICをも含めた連続番号に変更した。これらキロポストやIC番号の変更に伴い、案内標識などの1987年5 - 7月、1988年7月中までの2回に分けて行われた。
なお、長岡JCTの構造は北陸自動車道 新潟方面から関越自動車道 東京方面が本線であり、北陸自動車道富山方面はこれに分岐・合流するランプとなっている。
1988年（昭和63年）の全線開通の際、最後に完成したサービスエリア（SA）・名立谷浜SAには、全通記念碑が建立されている。また、北陸自動車道の全IC・JCTの形状を描いたタイルが設置されていたが、2017年のタイル張替え時に撤去された。
現在の国道116号新潟西バイパス新潟西IC - 黒埼IC（当時は新潟黒埼IC）も北陸自動車道として建設・開通したが、その後の北陸自動車道の延伸工事に伴い、高速自動車国道から一般国道（自動車専用道路）へ降格され無料開放された（このような区間は高速自動車国道では唯一である）。また、現在の関越自動車道 長岡JCT - 長岡IC、日本海東北自動車道 新潟中央JCT - 新潟空港ICも北陸自動車道として建設・開通したが、前者は関越自動車道 長岡IC以南の区間の開通の際に、後者は日本海東北自動車道 新潟空港IC以北の区間が延伸開業した際に北陸自動車道から分離され、現在の名称となっている。このような経緯から、高速自動車国道の路線名としての北陸自動車道には新潟中央JCT - 新潟空港IC間・長岡IC - 長岡JCT間も含まれている。

### 年表
| 1972 | (10月)金沢西IC - 小松IC                                           |
| 1973 | (10月)小杉IC - 砺波IC・藤岡JCT - 藤岡IC                           |
| 1974 | (10月)砺波IC - 金沢東IC                                           |
| 1975 | (9月)丸岡IC - 福井IC (10月)富山IC - 小杉IC                        |
| 1976 | (11月)福井IC - 武生IC                                             |
| 1977 | (12月)武生IC - 敦賀IC                                             |
| 1978 | (9月)長岡IC - 新潟黒埼IC (10月)金沢東IC - 金沢西IC                |
| 1979 |                                                                   |
| 1980 | (4月)敦賀IC - 米原JCT (9月)長岡JCT - 西山IC (12月)滑川IC - 富山IC |
| 1981 | (10月)西山IC - 柏崎IC                                             |
| 1982 | (11月)柏崎IC - 米山IC                                             |
| 1983 | (11月)米山IC - 上越IC (12月)朝日IC - 滑川IC                       |
| 1984 |                                                                   |
| 1985 |                                                                   |
| 1986 |                                                                   |
| 1987 | (7月)名立谷浜IC - 上越IC                                          |
| 1988 | (7月)朝日IC - 名立谷浜IC                                          |
| 1989 | (3月)新潟西IC                                                     |
| 1990 |                                                                   |
| 1991 |                                                                   |
| 1992 |                                                                   |
| 1993 |                                                                   |
| 1994 | (7月)新潟西IC - 新潟亀田IC                                        |

- 1961年（昭和36年）10月27日：北陸縦貫高速自動車道の建設に関する国道開発縦貫自動車道建設法の一部を改正する法律案が可決される。この時点では新潟市 - 大津市間が路線の基準として定められていた[22]。
- 1962年（昭和37年）：富山県内のルートが公表される[23]。
- 1964年（昭和39年）5月26日：建設が決定[24]。
- 1966年（昭和41年）7月1日：新潟市 - 滋賀県坂田郡米原町（現・米原市）間が国土開発幹線自動車道の予定路線とされ、建設大臣の施行命令を受けて建設に着手[25]。
- 1967年（昭和42年）7月10日：富山県内第1号杭が高岡市中田町小泉新の神明宮境内に打ち込まれる[26]。
- 1968年（昭和43年）9月11日：石川県能美郡根上町（現・能美市）浜地内にて起工式[27]。
- 1969年（昭和44年）11月17日：富山県内区間が着工[28]。
- 1971年（昭和46年）6月：富山市 - 下新川郡朝日町小更間49.8 kmの施工命令[29]。
- 1972年（昭和47年）
  - 8月3日：糸魚川IC - 上越IC間44 km、施行命令[30]。
  - 10月18日：金沢西IC - 小松IC間開通[31][32]。
  - 10月25日：富山 - 朝日間の路線原案を内定[33]。
- 1973年（昭和48年）
  - 3月27日：富山市 - 下新川郡朝日町小更間（総延長49.8k m）の路線発表[29]。
  - 10月16日：小杉IC - 砺波IC間開通[31][34]。
  - 10月17日：小松IC - 丸岡IC間開通[31][35]。
  - 10月26日：朝日IC - 糸魚川IC間に施行命令[36]。
- 1974年（昭和49年）
  - 2月22日：富山市 - 下新川郡朝日町小更間49.8 kmのインターチェンジの建設位置が発表される[29]。
  - 10月：金沢西IC - 金沢東IC間が着工[37]。
  - 10月29日：砺波IC - 金沢東IC開通[31][38][39][40]。
- 1975年（昭和50年）
  - 9月9日：丸岡IC - 福井IC間開通[31][35]。
  - 10月4日：富山IC - 小杉IC間開通[31][41][42][43]。
  - 10月27日：女形谷PA開設[44]。
- 1976年（昭和51年）
  - 11月2日：福井IC - 武生IC間開通[31][35]。
  - 年内：富山IC - 滑川IC間が着工[45]。
- 1977年（昭和52年）12月8日：武生IC - 敦賀IC開通[31][35]（ただし、今庄IC - 敦賀IC間のうち16.6 ㎞は暫定2車線）[46]。
- 1978年（昭和53年）
  - 9月21日：新潟黒埼IC（当時） - 長岡IC間が開通[47]。
  - 10月12日：金沢東IC - 金沢西IC開通[31][48]。同区間は並行して走る国道8号金沢バイパスの建設が先行したことで、着工が前述の時期にずれ込んだため、完成が遅れることになった[37]。
- 1979年（昭和54年）3月2日：朝日IC - 糸魚川IC間の整備計画変更（青海IC〔親不知IC〕の追加）、施行命令[49]。
- 1980年（昭和55年）
  - 4月7日：敦賀IC - 米原JCT間開通[31][35][50]。
  - 6月13日：今庄IC - 敦賀IC間の4車線化工事完了[51]。
  - 6月19日：米原IC開通[51]。
  - 7月1日：杉津PA開設[44]。
  - 9月27日：長岡JCT - 西山IC間開通[47]、同時に長岡JCT - 長岡ICを関越自動車道に改称。[要出典]
  - 10月14日：美川IC新設[31]。
  - 12月19日：滑川IC - 富山IC館開通[31][52]。
- 1981年（昭和56年）
  - 4月25日：不動寺PA開設[53]。
  - 10月20日：長岡IC・西山IC - 新潟黒崎IC間の料金収受システムをパンチカード方式から磁気カード方式に変更[51]。
  - 10月29日：西山IC - 柏崎IC間開通[47]。
  - 12月1日：米原IC - 滑川IC間に新料金授受システムを導入[51]。
- 1982年（昭和57年）
  - 11月12日：親不知トンネル着工[54]。
  - 11月17日：柏崎IC - 米山IC間開通[47]。黒埼PA開設[55]。
  - 12月4日：朝日IC - 青海IC（親不知IC）間のルートを一部変更[56]。
- 1983年（昭和58年）
  - 11月9日：米山IC - 上越IC間開通[47][57][58]。
  - 11月15日：鯖江IC新設[31]。
  - 12月13日：朝日IC - 滑川IC間開通[31][59][60]。
- 1984年（昭和59年）
  - 4月27日：有磯海SA開設[31]。
  - 9月27日：金津IC開通[31]。
  - 10月：親不知海岸高架橋が着工[61]。
- 1986年（昭和61年）11月21日：賤ヶ岳SA開設[31]。
- 1987年（昭和62年）
  - 7月中 - 上越IC - 新潟黒埼IC（当時）のIC番号・キロポストを変更[19]。
  - 7月21日：名立谷浜IC - 上越IC開通（暫定2車線）[47]
  - 11月12日：親不知海岸高架橋の連結式を挙行[61]。
- 1988年（昭和63年）
  - 7月中 - 米原IC - 朝日ICのIC番号・キロポストを変更[20]。
  - 7月20日：朝日IC - 名立谷浜IC開通（暫定2車線）[31][47][62][63][64][65]。これにより1回目の全線開通。流杉PA開設[53]（1980年〔昭和55年〕12月19日に開設とする資料もある）[66]。
- 1989年（平成元年）
  - 3月23日：新潟西IC開通により国道116号新潟西バイパスと接続。新潟料金所は新潟西IC料金所に変更[20]。
  - 6月1日：新潟黒埼IC - 新潟西ICを国道116号新潟西バイパスに編入。同日、米原JCT - 長岡JCT間にハイウェイカードを導入[67]。
- 1991年（平成3年）10月1日：敦賀IC - 金津IC間の入口が自動化[68]。
- 1992年（平成4年）
  - この年、加賀IC - 朝日IC間および、新潟西ICの入口が自動化[68]。
  - 3月28日：小矢部砺波JCT開通により東海北陸自動車道と接続[69][70]。
- 1993年（平成5年）7月23日 - 糸魚川IC - 名立谷浜ICの付加車線の4車線化完成[71]。
- 1994年（平成6年）
  - 7月28日：新潟西IC - 新潟亀田IC開通[47][72]と同時に磐越自動車道と接続、新潟西ICに第二料金所を新設。
  - 7月30日：建設省から朝日IC - 上越IC間の4車線化の実施計画の変更認可が下りる[73]。
- 1996年（平成8年）3月28日：小矢部砺波JCTで能越自動車道と接続[74]。
- 1997年（平成9年）11月13日：新潟亀田IC - 新潟空港IC開通[47]により、全線開通。
- 1998年（平成10年）10月23日：朝日IC - 越中境PA4車線化[75]。
- 1999年（平成11年）10月30日：上越JCT開通により上信越道と接続[47]。同時に名立谷浜IC - 上越IC4車線化[71]。
- 2000年（平成12年）
  - 4月25日：能生IC - 名立谷浜IC4車線化[71]。
  - 9月5日：越中境PA - 親不知IC4車線化[71]。
  - 9月19日：糸魚川IC - 能生IC4車線化[71]。
  - 10月3日：親不知IC - 糸魚川IC4車線化により、全線4車線化の完成[71]。
- 2001年（平成13年）6月4日：米原（まいばら）JCTが米原（まいはら）JCTに、米原（まいばら）ICが米原（まいはら）ICにそれぞれ改称。
- 2002年（平成14年）5月26日：日本海東北自動車道新潟空港IC - 聖籠新発田IC開通[47]と同時に新潟中央JCT - 新潟空港IC間を北陸自動車道から日本海東北自動車道に改称。
- 2003年（平成15年）3月29日：富山西IC開通[31]。
- 2004年（平成16年）
  - 3月20日：金沢森本IC開通[31]。
  - 10月23日：新潟県中越地震が発生し、一時的に柿崎IC - 三条燕ICが通行止めとなる。
  - 12月24日：黒埼PAスマートIC社会実験開始（2006年3月31日まで、当初の実験期間は2005年3月21日まで）。
- 2005年（平成17年）
  - 4月11日：徳光PAスマートIC社会実験開始（2006年3月31日まで、当初の実験期間は2005年7月10日まで）[76][77]。
  - 6月1日：尼御前SAスマートIC社会実験開始（2005年8月31日まで）。
  - 8月1日：入善PAスマートIC社会実験開始（2006年3月31日まで、当初の実験期間は2005年7月24日まで）[78]。
  - 12月17日：南条SAスマートIC社会実験開始（2009年3月31日まで）[79]。
- 2006年（平成18年）10月1日 : 黒埼スマートIC[47]・入善スマートIC[31][80]・徳光スマートIC[31][81]が本格運用開始。
- 2007年（平成19年）
  - 3月25日：能登半島地震が発生し、一時的に加賀IC - 富山ICが通行止めとなる。
  - 4月1日：大潟スマートICが本格運用開始。
  - 5月31日：米原TBを廃止。
  - 7月16日：新潟県中越沖地震が発生し、一時的に糸魚川IC - 新潟西ICが通行止めとなる。
- 2008年（平成20年）
  - 3月23日：安宅PA/SIC社会実験開始（2009年3月31日まで）。
  - 3月29日：流杉PA/SIC社会実験開始（2009年3月31日まで）。
- 2009年（平成21年）
  - 4月1日：流杉SIC・安宅SIC・南条SICが本格運用開始[31]。
  - 6月30日：栄スマートICの連結を許可[82]。
- 2011年（平成23年）3月1日：高岡砺波スマートICの連結を許可[83]。
- 2012年（平成24年）
  - 3月5日：白山IC敷地内への移設のため、現在地の松任BSを閉鎖。
  - 4月17日：小谷城スマートICの連結を許可[84]。
  - 4月21日：白山IC開通[31][85][86]。
  - 4月22日：白山IC敷地内に移設した松任BSを開設。
  - 7月14日：栄SIC新設。
- 2013年（平成25年）
  - 6月11日：能美根上SICの連結を許可[87]。
  - 10月7日：東日本高速道路 新潟支社 道路管制センターの新道路管制センター開所（新潟亀田ICの新潟管理事務所に隣接）。
  - 10月15日 - 16日：東日本高速道路 新潟支社 道路管制センターが新潟市西区（新潟バイハスの黒埼ICに隣接）から新潟市江南区（新潟亀田ICの新潟管理事務所に隣接）へ移転。16日の15時から運用を開始した[88]。
- 2014年（平成26年）7月20日：敦賀JCT開通により、舞鶴若狭自動車道と接続[89][90]。
- 2015年（平成27年）3月1日：高岡砺波スマートIC供用開始[31][91]。中部縦貫自動車道との接続に伴い福井北ICを福井北JCT・ICに改称[92]。
- 2017年（平成29年）3月25日：長岡北SIC[93]および小谷城スマートIC供用開始[94]。
- 2018年（平成30年）
  - 2月7日：平成30年の大雪の影響で、国道8号（福井県坂井市 - 石川県加賀市）で車の立往生が相次いだため、代用として丸岡IC - 加賀IC間を一時的に無料開放[95][96]。
  - 3月25日：能美根上スマートIC供用開始[97][98]。
  - 3月28日：南条スマートICの利用可能時間帯が24時間に拡大される[99]。
- 2020年（令和2年）
  - 3月29日：安宅SICの利用可能時間帯が24時間に拡大される[100][101]。
  - 12月13日：上市スマートIC供用開始[102]。
- 2022年（令和4年）
  - 8月5日；令和4年8月豪雨により、敦賀トンネル出口付近で約2万 m3の土砂の流入が発生したため、同日以降敦賀IC - 今庄IC間で通行止めとなった[103]。
  - 8月10日；同日午前0時限りで上り線の通行止めを解除し、同時に一部区間を迂回路として無料化措置を取る[104]。
  - 8月27日：同日午前6時限りで下り線の通行止めを解除し、一部区間は1車線規制による暫定開放を行う[105]。
- 2023年（令和5年）
  - 3月1日：大潟SICの利用可能時間帯が24時間に拡大される[106]。
  - 3月25日：黒埼スマートICの車長制限撤廃と利用可能時間帯が24時間に拡大される[107]。
  - 8月31日：同日0時から、丸岡IC・美川IC・立山ICがETC専用に変更[108]。
- 2024年（令和6年）
  - 1月1日：能登半島地震により、丸岡IC以東が一時的に通行止めになった[109]。
  - 1月2日：同日以降、通行止めとなった国道8号の迂回路として、能生IC・上越ICおよび上信越自動車道の上越高田ICと上越JCTの区間が代替路として通行無料にする措置が取られた[110]。同日21時、全線で通行止めが解除された[111]。
  - 1月27日 - 国道8号の応急復旧が完了したことに伴い前述の通行無料措置が終了[112]。
  - 12月5日：同日14時から、鯖江IC、福井北IC、富山西ICがETC専用に変更[113][114]。

### 今後の計画
北陸自動車道で事業中、または計画中のJCT・ICは以下の通り。
- 神田PA：SIC事業中[5]
- 木之本IC：琵琶湖西縦貫道路と接続を計画中[6][7]
- 丸岡IC：福井港丸岡ICの連絡道路と接続予定（調査中）[8]
- 糸魚川IC：松本糸魚川連絡道路と接続を計画中[13]
- 上越IC :上越魚沼地域振興快速道路と接続を計画中。
- 曽地BS：SIC計画中[14]
- 大積PA：SIC事業中[15]

## 路線状況

### 車線・最高速度
| 区間                   | 車線   | 車線   | 車線   | 最高速度              | 最高速度          | 設計速度 | 備考   |
| 区間                   | 上下線 | 上り線 | 下り線 | 大型貨物等 三輪・牽引 | 左記を除く車両    | 設計速度 | 備考   |
| ---------------------- | ------ | ------ | ------ | --------------------- | ----------------- | -------- | ------ |
| 米原JCT - 米原IC       | 5      | 3      | 2      | 60 km/h （指定）      | 60 km/h （指定）  | 100 km/h | 上り線 |
| 米原JCT - 米原IC       | 5      | 3      | 2      | 80 km/h               | 100 km/h （法定） | 100 km/h | 下り線 |
| 米原IC - 神田PA        | 4      | 2      | 2      | 80 km/h               | 100 km/h （法定） | 100 km/h |        |
| 神田PA - 木之本IC      | 4      | 2      | 2      | 80 km/h               | 100 km/h （法定） | 120 km/h |        |
| 木之本IC - 敦賀JCT     | 4      | 2      | 2      | 80 km/h               | 80 km/h （指定）  | 80 km/h  |        |
| 敦賀JCT - 敦賀IC       | 6      | 3      | 3      | 80 km/h               | 80 km/h （指定）  | 80 km/h  |        |
| 敦賀IC - 武生IC        | 4      | 2      | 2      | 80 km/h               | 80 km/h （指定）  | 80 km/h  |        |
| 武生IC - 丸岡IC        | 4      | 2      | 2      | 80 km/h               | 100 km/h （法定） | 100 km/h |        |
| 丸岡IC - 尼御前SA      | 4      | 2      | 2      | 80 km/h               | 80 km/h （指定）  | 80 km/h  |        |
| 尼御前SA - 金沢森本IC  | 4      | 2      | 2      | 80 km/h               | 100 km/h （法定） | 100 km/h |        |
| 金沢森本IC - 小矢部IC  | 4      | 2      | 2      | 80 km/h               | 80 km/h （指定）  | 80 km/h  |        |
| 小矢部IC - 朝日IC      | 4      | 2      | 2      | 80 km/h               | 100 km/h （法定） | 100 km/h |        |
| 朝日IC - 上越JCT       | 4      | 2      | 2      | 80 km/h               | 80 km/h （指定）  | 80 km/h  | ※1     |
| 上越JCT - 柿崎IC       | 4      | 2      | 2      | 80 km/h               | 100 km/h （法定） | 100 km/h |        |
| 柿崎IC - 上方BS        | 4      | 2      | 2      | 80 km/h               | 80 km/h （指定）  | 80 km/h  |        |
| 上方BS - 新地蔵TN      | 4      | 2      | 2      | 80 km/h               | 100 km/h （法定） | 100 km/h |        |
| 新地蔵TN内             | 4      | 2      | 2      | 80 km/h               | 80 km/h （指定）  | 100 km/h |        |
| 新地蔵TN - 長岡JCT     | 4      | 2      | 2      | 80 km/h               | 100 km/h （法定） | 100 km/h |        |
| 長岡JCT ランプ内       | 3      | 2      | 1      | 70 km/h （指定）      | 70 km/h （指定）  | 80 km/h  |        |
| 長岡JCT - 長岡北BS     | 4      | 2      | 2      | 80 km/h               | 80 km/h （指定）  | 100 km/h |        |
| 長岡北BS - 新潟西IC    | 4      | 2      | 2      | 80 km/h               | 100 km/h （法定） | 100 km/h |        |
| 新潟西IC - 新潟中央JCT | 4      | 2      | 2      | 80 km/h               | 80 km/h （指定）  | 80 km/h  |        |

- ※1 : トンネル26本連続区間。

雨天・降雪・濃霧・台風などの荒天時、事故や工事などの時は50 - 80 km/hの速度規制が行われる。

### 道路施設

#### サービスエリア・パーキングエリア
売店はすべてのサービスエリア (SA) と半数以上のパーキングエリア (PA) に設置されている。ガソリンスタンドはすべてのサービスエリアと黒埼PAにあり、24時間営業である。レストランは小矢部川SAと有磯海SA下り線、名立谷浜SAを除くすべてのサービスエリアに設置されている。

#### 主なトンネルと橋

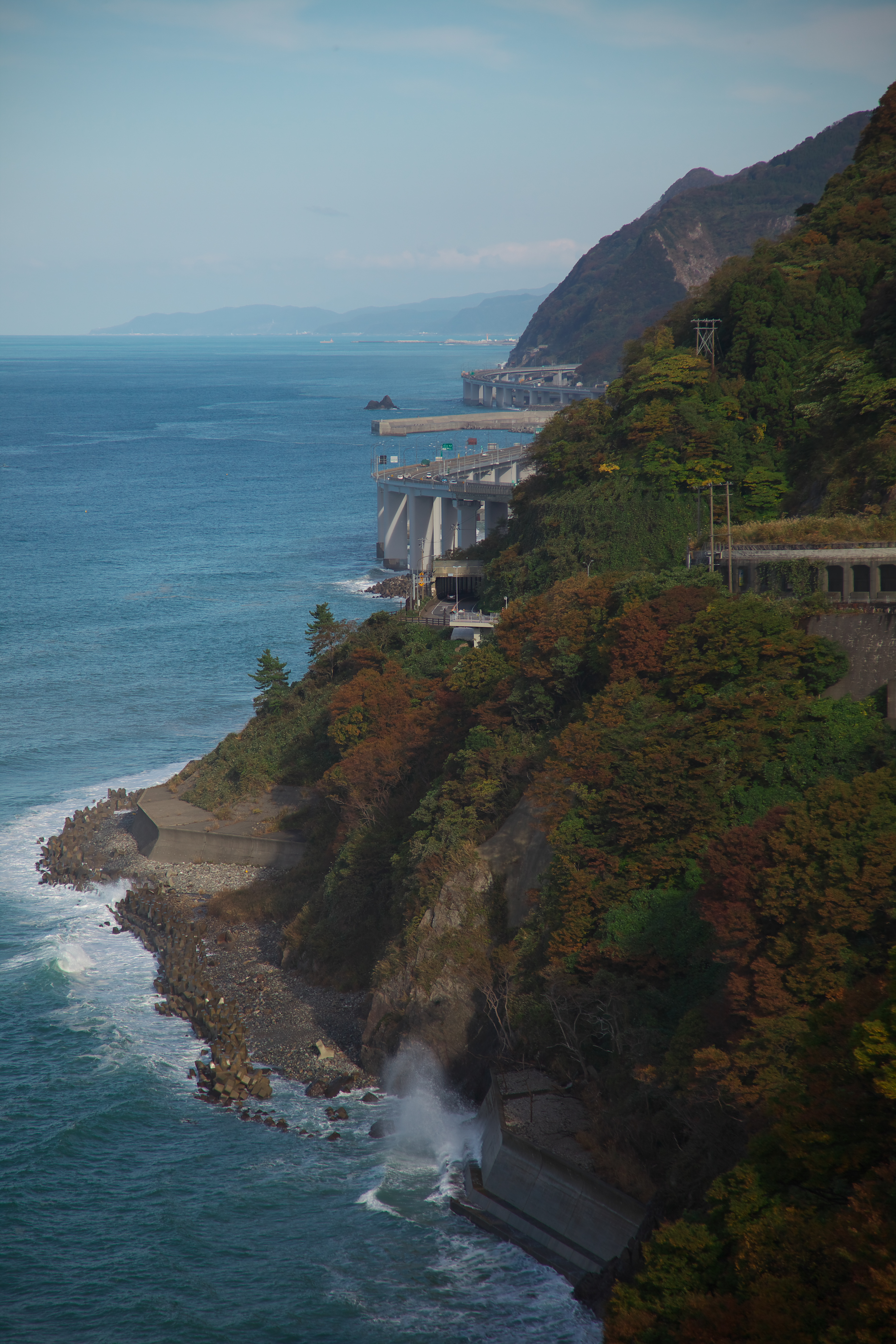
親不知を海上高架橋で通過する

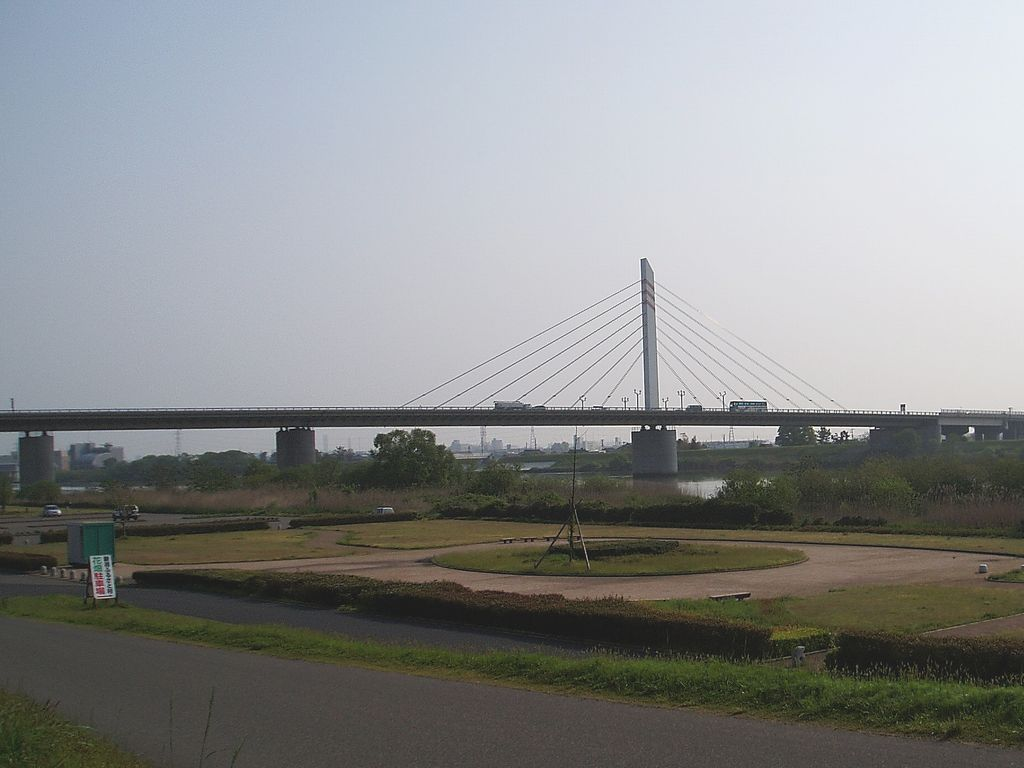
ときめき橋

木之本IC - 武生ICは14本（このうち2,000 m超は2本）、朝日IC - 上越ICは26本（このうち2,000 m超は8本）のトンネルが設けられている。富山県と新潟県境を通過する後者の区間は、いくつものトンネルを繋いで日本海に落ちる飛騨山脈（北アルプス）の急峻な断崖を通過するところで、各トンネル入口に何箇所目のトンネルであるかを示す表示板が取り付けられている。「天下の険」と呼ばれ古くから交通の難所で知られる親不知付近では、狭い平地から海上に張り出すように道路橋で繋いでおり、その中間に国道8号と連絡する親不知ICが設置されている。
| 区間                           | 構造物名           | 長さ    | 長さ    |
| 区間                           | 構造物名           | 上り線  | 下り線  |
| ------------------------------ | ------------------ | ------- | ------- |
| 賤ヶ岳SA - 刀根PA              | 柳ヶ瀬トンネル     | 1,272 m | 1,322 m |
| 刀根PA - 敦賀JCT               | 小河トンネル       | 1,125 m | 1,163 m |
| 敦賀IC - 杉津PA                | 越坂トンネル       | 1,862 m |         |
| 敦賀IC - 杉津PA                | 葉原トンネル       | 1,070 m | 900 m   |
| 敦賀IC - 杉津PA                | 杉津トンネル       | 462 m   | 1,155 m |
| 杉津PA - 今庄IC                | 敦賀トンネル       | 3,225 m | 2,925 m |
| 杉津PA - 今庄IC                | 今庄トンネル       | 2,755 m | 2,756 m |
| 南条SA - 武生IC                | 日野山トンネル     | 1,556 m | 1,362 m |
| 北鯖江PA - 福井IC              | 半田トンネル       | 626 m   | 622 m   |
| 北鯖江PA - 福井IC              | 足羽川橋           | 260 m   | 260 m   |
| 福井北IC - 丸岡IC              | 九頭竜川橋         | 460 m   | 460 m   |
| 能美根上SIC - 美川IC           | 手取川橋           | 550 m   | 550 m   |
| 不動寺PA-小矢部IC              | 清水谷第一トンネル | 421 m   | 288 m   |
| 不動寺PA-小矢部IC              | 清水谷第二トンネル | 140 m   | 126 m   |
| 不動寺PA-小矢部IC              | 高窪トンネル       | 405 m   | 392 m   |
| 高岡砺波SIC - 高岡PA           | 庄川橋             | 550 m   | 550 m   |
| 富山西IC - 富山IC              | 神通川橋           | 590 m   | 590 m   |
| 流杉PA - 立山IC                | 常願寺川橋         | 850 m   | 850 m   |
| 黒部IC - 入善PA                | 黒部川橋           | 770 m   | 770 m   |
| 朝日IC-越中境PA                | 泊トンネル         | 753 m   | 713 m   |
| 朝日IC-越中境PA                | 城山トンネル       | 1,560 m | 1,578 m |
| 朝日IC-越中境PA                | 宮崎トンネル       | 902 m   | 908 m   |
| 越中境PA - 親不知IC            | 境トンネル         | 2,303 m | 2,211 m |
| 越中境PA - 親不知IC            | 市振トンネル       | 3,342 m | 3,326 m |
| 越中境PA - 親不知IC            | 親不知トンネル     | 2,224 m | 2,268 m |
| 越中境PA - 親不知IC            | 風波トンネル       | 555 m   | 523 m   |
| 越中境PA - 親不知IC - 糸魚川IC | 親不知海岸高架橋   | 3,373 m | 3,386 m |
| 親不知IC - 糸魚川IC            | 子不知トンネル     | 4,557 m | 4,563 m |
| 親不知IC - 糸魚川IC            | 寺地トンネル       | 1,215 m | 1,242 m |
| 親不知IC - 糸魚川IC            | 高畑トンネル       | 552 m   | 559 m   |
| 親不知IC - 糸魚川IC            | 岩木トンネル       | 1,665 m | 1,638 m |
| 蓮台寺PA - 能生IC              | 平牛トンネル       | 891 m   | 873 m   |
| 蓮台寺PA - 能生IC              | 金山トンネル       | 1,263 m | 1,246 m |
| 蓮台寺PA - 能生IC              | 高の峰トンネル     | 3,129 m | 3,097 m |
| 蓮台寺PA - 能生IC              | 鬼伏トンネル       | 904 m   | 883 m   |
| 蓮台寺PA - 能生IC              | 大平寺トンネル     | 1,140 m | 1,221 m |
| 能生IC - 名立谷浜IC/SA         | 能生トンネル       | 2,985 m | 2,992 m |
| 能生IC - 名立谷浜IC/SA         | 山王トンネル       | 2,229 m | 2,216 m |
| 能生IC - 名立谷浜IC/SA         | 筒石トンネル       | 2,044 m | 2,028 m |
| 能生IC - 名立谷浜IC/SA         | 徳合トンネル       | 1,148 m | 1,178 m |
| 能生IC - 名立谷浜IC/SA         | 名立大町トンネル   | 810 m   | 803 m   |
| 能生IC - 名立谷浜IC/SA         | 名立トンネル       | 1,386 m | 1,397 m |
| 名立谷浜IC/SA - 上越JCT        | 花立トンネル       | 1,012 m | 944 m   |
| 名立谷浜IC/SA - 上越JCT        | 薬師トンネル       | 1,471 m | 1,400 m |
| 名立谷浜IC/SA - 上越JCT        | 正善寺トンネル     | 811 m   | 868 m   |
| 名立谷浜IC/SA - 上越JCT        | 春日山トンネル     | 1,029 m | 1,021 m |
| 柿崎IC - 米山IC/SA             | 米山トンネル       | 1,593 m | 1,616 m |
| 西山IC - 大積PA                | 新地蔵トンネル     | 1,517 m | 1,481 m |
| 長岡北SIC - 中之島見附IC       | 信濃川橋           | 963 m   | 963 m   |
| 栄PA - 三条燕IC                | 栄橋               | 368.2 m | 368.2 m |
| 新潟西IC - 新潟中央JCT         | ときめき橋         | 373 m   | 373 m   |

##### トンネルの数
| 区間                    | 上り線 | 下り線 |
| ----------------------- | ------ | ------ |
| 米原JCT - 神田PA        | 1      | 1      |
| 神田PA - 賤ヶ岳SA       | 0      | 0      |
| 賤ヶ岳SA - 刀根PA       | 1      | 1      |
| 刀根PA - 敦賀JCT        | 5      | 3      |
| 敦賀JCT - 敦賀IC        | 0      | 0      |
| 敦賀IC - 杉津PA         | 3      | 5      |
| 杉津PA - 今庄IC         | 2      | 2      |
| 今庄IC - 南条SA         | 0      | 0      |
| 南条SA - 武生IC         | 3      | 3      |
| 武生IC - 北鯖江PA       | 0      | 0      |
| 北鯖江PA - 福井IC       | 1      | 1      |
| 福井IC - 不動寺PA       | 0      | 0      |
| 不動寺PA - 小矢部IC     | 3      | 3      |
| 小矢部IC - 滑川IC       | 0      | 0      |
| 滑川IC - 魚津IC※        | 1      | 1      |
| 魚津IC - 朝日IC         | 0      | 0      |
| 朝日IC - 越中境PA       | 3      | 3      |
| 越中境PA - 親不知IC     | 4      | 4      |
| 親不知IC - 糸魚川IC     | 4      | 4      |
| 糸魚川IC - 蓮台寺PA     | 0      | 0      |
| 蓮台寺PA - 能生IC       | 5      | 5      |
| 能生IC - 名立谷浜IC/SA  | 6      | 6      |
| 名立谷浜IC/SA - 上越JCT | 4      | 4      |
| 上越JCT - 柿崎IC        | 0      | 0      |
| 柿崎IC - 米山IC/SA      | 3      | 3      |
| 米山IC/SA - 柏崎IC      | 2      | 2      |
| 柏崎IC - 西山IC         | 0      | 0      |
| 西山IC - 大積PA         | 1      | 1      |
| 大積PA - 新潟中央JCT    | 0      | 0      |
| 合計                    | 52     | 52     |

※滑川IC - 魚津IC間下り線のトンネル数は1となっているが、有磯海SAを利用した場合は通過しない。

### 道路管理者
北陸自動車道の管轄は木之本ICと朝日ICの2箇所を境に、滋賀県内の区間をNEXCO中日本名古屋支社が、北陸3県（福井・石川・富山）の区間をNEXCO中日本金沢支社が、新潟県内の区間をNEXCO東日本 新潟支社がそれぞれ行っている。
- 中日本高速道路 名古屋支社
  - 彦根保全・サービスセンター - 米原JCT - 木之本IC（木之本ICを含む）
- 中日本高速道路 金沢支社
  - 敦賀保全・サービスセンター - 木之本IC - 今庄IC
  - 福井保全・サービスセンター - 今庄IC - 加賀IC
  - 金沢保全・サービスセンター - 加賀IC - 小矢部IC
  - 富山高速道路事務所 - 小矢部IC - 朝日IC（朝日ICを含む）
- 東日本高速道路 新潟支社
  - 上越管理事務所 - 朝日IC - 柿崎IC
  - 長岡管理事務所 - 柿崎IC - 三条燕IC
  - 新潟管理事務所 - 三条燕IC - 新潟中央JCT

#### ハイウェイラジオ
- 長浜（長浜IC - 木之本IC）
- 柳ヶ瀬（木之本IC - 敦賀JCT 柳ヶ瀬TN内）
- 今庄（敦賀IC - 今庄IC 米原方面 今庄TN内）
- 鯖江（武生IC - 鯖江IC）
- 不動寺（金沢森本IC - 小矢部IC）
- 高岡（砺波IC - 高岡砺波SIC）
- 有磯海（有磯海SA - 魚津IC）
- 名立谷浜（能生IC - 名立谷浜IC）
- 上越（上越IC - 柿崎IC）
- 米山（柿崎IC - 米山IC）
- 栄（中之島見附IC - 三条燕IC）
- 巻潟東（巻潟東IC - 黒埼PA）

かつては富山西IC - 富山IC間に富山局が存在したが、2009年度（平成21年度）中に有磯海局の開局に合わせて廃止された。
日本道路公団時代、長浜局では日本道路公団 関西支社の吹田管制による放送、鯖江局以東は吹田管制と同じ音声の放送を使用していた。民営化後、中日本高速道路管轄となった長浜局は一宮管制へ移管、鯖江局と富山局は一宮管制と同じ放送形態のものに変更された。また、中日本高速道路管内では新たに柳ヶ瀬・今庄・不動寺・高岡・有磯海の各局が新設された。一方で、東日本高速道路の管轄となった名立谷浜局以東では同じ形態の放送が2013年10月まで続けられた。現在、放送形式は中日本高速道路と東日本高速道路の管轄境界となる朝日ICを境に西側の有磯海局以西と東側の名立谷浜局以東で異なっている。

### 交通量
24時間交通量（台）道路交通センサス
| 区間                     | 平成11（1999）年度 | 平成17（2005）年度 | 平成22（2010）年度 | 平成27（2015）年度 | 令和3（2021）年度 |
| ------------------------ | ------------------ | ------------------ | ------------------ | ------------------ | ----------------- |
| 米原JCT - 米原IC         |                    | 26,716             | 27,046             | 28,881             | 24,298            |
| 米原IC - 長浜IC          |                    | 23,809             | 24,426             | 25,798             | 21,306            |
| 長浜IC - 小谷城SIC       |                    | 20,812             | 20,241             | 22,024             | 18,190            |
| 小谷城SIC - 木之本IC     | 17,665             | 20,812             | 20,241             | 22,024             |                   |
| 木之本IC - 敦賀JCT       | 20,817             | 19,825             | 18,668             | 20,613             | 16,580            |
| 敦賀JCT - 敦賀IC         | 20,817             | 19,825             | 18,668             | 23,435             | 19,997            |
| 敦賀IC - 今庄IC          | 26,437             | 25,437             | 25,176             | 27,828             | 23,928            |
| 今庄IC - 南条SASIC       | 26,177             | 25,372             | 24,952             | 27,608             | 23,655            |
| 南条SASIC - 武生IC       | 26,177             | 25,372             | 25,090             | 27,721             | 23,758            |
| 武生IC - 鯖江IC          | 25,986             | 25,715             | 25,860             | 28,165             | 24,484            |
| 鯖江IC - 福井IC          | 26,609             | 26,746             | 27,347             | 29,503             | 25,656            |
| 福井IC - 福井北JCT/IC    | 24,873             | 25,160             | 25,242             | 27,826             | 23,765            |
| 福井北JCT/IC - 丸岡IC    | 25,307             | 25,161             | 24,439             | 27,208             | 22,675            |
| 丸岡IC - 金津IC          | 26,072             | 25,531             | 24,695             | 27,613             | 22,501            |
| 金津IC - 加賀IC          | 26,555             | 25,601             | 24,759             | 27,763             | 22,332            |
| 加賀IC - 片山津IC        | 26,328             | 25,286             | 24,084             | 27,577             | 22,166            |
| 片山津IC - 安宅PASIC     | 28,585             | 26,734             | 25,196             | 29,906             | 23,804            |
| 安宅PASIC - 小松IC       | 28,585             | 26,734             | 24,810             | 29,419             | 24,060            |
| 小松IC - 能美根上SIC     | 33,223             | 31,114             | 31,254             | 34,167             | 27,670            |
| 能美根上SIC - 美川IC     | 33,223             | 31,114             | 31,254             | 34,167             | 28,840            |
| 美川IC - 徳光PASIC       | 32,818             | 32,125             | 32,947             | 35,587             | 29,816            |
| 徳光PASIC - 白山IC       | 32,818             | 32,105             | 32,719             | 35,435             | 29,631            |
| 白山IC - 金沢西IC        | 32,818             | 32,105             | 32,719             | 34,682             | 28,780            |
| 金沢西IC - 金沢東IC      | 25,579             | 26,170             | 25,673             | 27,219             | 23,484            |
| 金沢東IC - 金沢森本IC    | 30,178             | 31,759             | 30,030             | 31,963             | 26,177            |
| 金沢森本IC - 小矢部IC    | 30,178             | 30,718             | 32,013             | 34,592             | 28,306            |
| 小矢部IC - 小矢部砺波JCT | 28,758             | 29,475             | 31,013             | 33,752             | 27,754            |
| 小矢部砺波JCT - 砺波IC   | 28,273             | 28,087             | 30,693             | 32,963             | 27,600            |
| 砺波IC - 高岡砺波SIC     | 27,715             | 27,977             | 30,821             | 33,124             | 27,819            |
| 高岡砺波SIC - 小杉IC     | 27,715             | 27,977             | 30,821             | 33,102             | 27,607            |
| 小杉IC - 富山西IC        | 25,896             | 28,076             | 31,500             | 33,701             | 28,283            |
| 富山西IC - 富山IC        | 25,896             | 26,131             | 29,480             | 31,471             | 26,541            |
| 富山IC - 流杉PASIC       | 19,044             | 19,725             | 22,759             | 24,886             | 21,138            |
| 流杉PASIC - 立山IC       | 19,044             | 19,725             | 22,195             | 23,856             | 19,643            |
| 立山IC - 上市SIC         | 18,500             | 19,192             | 21,427             | 22,875             | 18,681            |
| 上市SIC - 滑川IC         | 18,500             | 19,192             | 21,427             | 22,875             | 18,566            |
| 滑川IC - 魚津IC          | 19,619             | 19,310             | 21,004             | 22,365             | 17,904            |
| 魚津IC - 黒部IC          | 16,568             | 16,833             | 18,123             | 19,337             | 15,407            |
| 黒部IC - 入善PASIC       | 12,774             | 13,560             | 14,713             | 16,173             | 13,376            |
| 入善PASIC - 朝日IC       | 12,774             | 12,936             | 13,411             | 15,056             | 12,372            |
| 朝日IC - 親不知IC        | 10,887             | 11,707             | 12,156             | 13,935             | 11,842            |
| 親不知IC - 糸魚川IC      | 10,562             | 11,426             | 11,832             | 13,466             | 11,449            |
| 糸魚川IC - 能生IC        | 10,354             | 12,054             | 12,735             | 14,185             | 12,693            |
| 能生IC - 名立谷浜IC      | 10,371             | 12,169             | 13,220             | 14,613             | 13,157            |
| 名立谷浜IC - 上越JCT     | 10,748             | 12,385             | 13,394             | 14,767             | 13,267            |
| 上越JCT - 上越IC         | 10,748             | 14,544             | 15,009             | 15,708             | 13,996            |
| 上越IC - 大潟PASIC       | 16,857             | 17,622             | 17,822             | 18,409             | 16,010            |
| 大潟PASIC - 柿崎IC       | 16,857             | 17,622             | 18,085             | 18,825             | 16,348            |
| 柿崎IC - 米山IC          | 18,033             | 18,836             | 19,150             | 19,714             | 17,206            |
| 米山IC - 柏崎IC          | 18,294             | 18,458             | 18,877             | 19,290             | 16,754            |
| 柏崎IC - 西山IC          | 20,463             | 20,130             | 21,292             | 21,550             | 18,662            |
| 西山IC - 長岡JCT         | 20,916             | 20,445             | 21,559             | 21,926             | 19,113            |
| 長岡JCT - 長岡北SIC      | 29,212             | 31,906             | 31,692             | 33,996             | 30,040            |
| 長岡北SIC - 中之島見附IC | 29,212             | 31,906             | 31,692             | 33,996             | 31,305            |
| 中之島見附IC - 栄PASIC   | 34,447             | 38,925             | 37,845             | 39,711             | 35,155            |
| 栄PASIC - 三条燕IC       | 34,447             | 38,925             | 37,845             | 39,890             | 35,453            |
| 三条燕IC - 巻潟東IC      | 36,799             | 41,446             | 41,446             | 42,821             | 38,078            |
| 巻潟東IC - 黒埼PASIC     | 37,709             | 41,890             | 42,567             | 43,498             | 39,052            |
| 黒埼PASIC - 新潟西IC     | 37,709             | 41,890             | 42,224             | 43,069             | 38,591            |
| 新潟西IC - 新潟中央JCT   | 13,651             | 20,902             | 22,618             | 22,180             | 20,488            |

（出典：「平成17年度 道路交通センサス 調査結果 (福井県ホームページ )・「平成17年度 道路交通センサス　一般交通量調査の概要」（北陸地方整備局ホームページ）・「平成22年度道路交通センサス」・「平成27年度全国道路・街路交通情勢調査」・「令和3年度全国道路・街路交通情勢調査」（国土交通省ホームページ）より一部データを抜粋して作成）
- 2020年（令和2年）度に実施だった交通量調査は、新型コロナウイルスの影響で延期された[117]。

2002年（平成14年）度
- 日平均区間交通量：21,644台（前年度比100.0 %）※関越自動車道 長岡IC - 長岡JCT間を含む。
- 最大：三条燕IC - 新潟西IC間 34,625台（前年度比99.0 %）
- 最小：糸魚川IC - 能生IC間 11,056台（前年度比99.9 %）

## 地理

### 通過する自治体
- 新潟県
  - 新潟市（江南区 - 西区 - 西蒲区） - 燕市 - 三条市 - 燕市 - 三条市 - 見附市 - 長岡市 - 柏崎市 - 刈羽郡刈羽村 - 柏崎市 - 上越市 - 糸魚川市
- 富山県
  - 下新川郡朝日町 - 下新川郡入善町 - 黒部市 - 魚津市 - 滑川市 - 中新川郡上市町 - 中新川郡立山町 - 中新川郡上市町 - 中新川郡立山町 - 富山市 - 射水市 - 高岡市 - 砺波市 - 小矢部市 - 南砺市[注釈 3] - 小矢部市
- 石川県
  - 金沢市 - 白山市 - 能美市 - 小松市 - 加賀市
- 福井県
  - あわら市 - 坂井市 - 吉田郡永平寺町 - 福井市 - 鯖江市 - 福井市 - 鯖江市 - 越前市 - 南条郡南越前町 - 敦賀市
- 滋賀県
  - 長浜市 - 米原市

### 接続する高速道路
- E7 日本海東北自動車道（新潟中央JCTで直結）
- E49 磐越自動車道（新潟中央JCTで接続）
- 新潟西バイパス（新潟西ICで接続）
- E17 関越自動車道（長岡JCTで直結）
- E18 上信越自動車道（上越JCTで接続）
- E41 東海北陸自動車道（小矢部砺波JCTで接続）
- E41 能越自動車道（小矢部砺波JCTで接続）
- E67 中部縦貫自動車道（福井北JCT・ICで接続）
- E27 舞鶴若狭自動車道（敦賀JCTで接続）
- E1 名神高速道路（米原JCTで接続）